# Leichtathletik-Länderkampf der Frauen 1959 Japan – BR Deutschland
| 14. Leichtathletik-Länderkampf mit bundesdeutscher Beteiligung 1959 | 14. Leichtathletik-Länderkampf mit bundesdeutscher Beteiligung 1959 |               |
| ------------------------------------------------------------------- | ------------------------------------------------------------------- | ------------- |
|                                                                     |                                                                     |               |
| Ländervergleich der Frauen: Japan – BR Deutschland                  |                                                                     |               |
| Austragungsort                                                      | Tokio                                                               |               |
| Wettbewerbe                                                         | 9                                                                   |               |
| Datum                                                               | 3./4. Oktober 1959                                                  |               |
| 1. FRG 2. JPN                                                       | 59 Punkte 36 Punkte                                                 |               |
| Chronik                                                             |                                                                     |               |
| ← JPN-FRG (M)                                                       | CSK-FRG (M) →                                                       | CSK-FRG (M) → |

Den vierzehnten Vergleich des Leichtathletik-Länderkämpfe mit bundesdeutscher Beteiligung 1959 trugen die bundesdeutschen Frauen als gemeinsamen Länderkampf mit den Männern gegen Japan aus. Die Wertungen der Begegnungen erfolgten getrennt. Es war das zweite Aufeinandertreffen der japanischen und deutschen Leichtathletinnen. Den ersten Länderkampf, aus dem Deutschland siegreich hervorgegangen war, hatte es 1934 in Wuppertal gegeben, als die japanischen Sportlerinnen im Zusammenhang mit ihrer Reise zu den 4. Frauen-Weltspielen 1934 in London ihren Aufenthalt in Europa zur Austragung einiger Länderkämpfe gegen europäische Länder genutzt hatten. Die diesjährige Veranstaltung wurde am 3./4. Oktober in Tokio ausgetragen.

## Wettbewerbe und Modus
Auf dem Programm standen die neun Disziplinen, die in der damaligen Frauenleichtathletik zuletzt auch bei den Olympischen Spielen 1956 ausgetragen worden waren. Der 1960 zusätzlich ins olympische Frauenprogramm aufgenommene 800-Meter-Lauf war hier in Tokio nicht Teil des Länderkampfs. Gewertet wurde in den Einzeldisziplinen nach dem Standardsystem, in der Staffel mit fünf zu zwei Punkten.

## Ergebnis
Das bundesdeutsche Team trat in einigen Disziplinen nicht mit seinen stärksten Athletinnen an. Das lag daran, dass auf dieser Reise in den fernen Osten einige der Spitzensportlerinnen nicht mit dabei waren. Im Hochsprung beispielsweise war eine der Vertreterinnen die Sprinterin Edeltraud Keller, im Speerwurf traten die Kugelstoßerin Marianne Werner und die Diskuswerferin Kriemhild Hausmann an.
Mit dem Hochsprung und Speerwurf entschieden die Japanerinnen zwei Wettbewerbe für sich, den Speerwurf mit einem Doppelerfolg. Die anderen sieben Disziplinwertungen gingen an die Bundesrepublik Deutschland, fünf davon mit Doppelerfolgen. Damit kamen die bundesdeutschen Leichtathletinnen mit 59 zu 46 Punkten zu einem deutlichen Gesamtsieg.

## Resultate

### 100 m
| Platz | Athletin          | Land | Zeit (s) |
| ----- | ----------------- | ---- | -------- |
| 1     | Brunhilde Hendrix | FRG  | 12,0     |
| 2     | Edeltraud Keller  | FRG  | 12,5     |
| 3     | Ikuko Yoda        | JPN  | 12,5     |
| 4     | Hideko Terada     | JPN  | 12,5     |

Datum: 4. Oktober

### 200 m
| Platz | Athletin          | Land | Zeit (s) |
| ----- | ----------------- | ---- | -------- |
| 1     | Brunhilde Hendrix | FRG  | 25,6     |
| 2     | Gertrud Hantschk  | FRG  | 25,8     |
| 3     | Yōko Ishikawa     | JPN  | 25,0     |
| 4     | Yuko Kobayashi    | JPN  | 26,0     |

Datum: 3. Oktober

### 80 m Hürden
| Platz | Athletin          | Land | Zeit (s) |
| ----- | ----------------- | ---- | -------- |
| 1     | Zenta Kopp        | FRG  | 11,1     |
| 2     | Edeltraud Keller  | FRG  | 11,2     |
| 3     | Tokuko Kikuchi    | JPN  | 12,0     |
| 4     | Sachiko Kishimoto | JPN  | 12,7     |

Datum: 4. Oktober

### 4 × 100 m Staffel
| Platz | Besetzung      | Land                                                           | Zeit (s) |
| ----- | -------------- | -------------------------------------------------------------- | -------- |
| 1     | BR Deutschland | Zenta Kopp Edeltraut Keller Brunhilde Hendrix Gertrud Hantschk | 46,9     |
| 2     | Japan          | Akiko Fukuda Hideko Terada Ikuko Yoda                          | 48,6     |

Datum: 4. Oktober

### Hochsprung
| Platz | Athletin         | Land | Höhe (m) |
| ----- | ---------------- | ---- | -------- |
| 1     | Hatsuyo Tanaka   | JPN  | 1,63     |
| 2     | Heidi Maasberg   | FRG  | 1,55     |
| 3     | Edeltraud Keller | FRG  | 1,55     |
| 4     | Emiko Kamiya     | JPN  | 1,55     |

Datum: 3. Oktober

### Weitsprung
| Platz | Athletin          | Land | Weite (m) |
| ----- | ----------------- | ---- | --------- |
| 1     | Zenta Kopp        | FRG  | 5,77      |
| 2     | Gertrud Hantschk  | FRG  | 5,75      |
| 3     | Akiko Fukuda      | JPN  | 5,61      |
| 4     | Sachiko Kishimoto | JPN  | 5,52      |

Datum: 3. Oktober

### Kugelstoßen
| Platz | Athletin           | Land | Weite (m) |
| ----- | ------------------ | ---- | --------- |
| 1     | Marianne Werner    | FRG  | 14,79     |
| 2     | Yasuko Matsuda     | JPN  | 13,43     |
| 3     | Seiko Obonai       | JPN  | 13,27     |
| 4     | Kriemhild Hausmann | FRG  | 13,14     |

Datum: 3. Oktober

### Diskuswurf
| Platz | Athletin           | Land | Weite (m) |
| ----- | ------------------ | ---- | --------- |
| 1     | Kriemhild Hausmann | FRG  | 48,38     |
| 2     | Marianne Werner    | FRG  | 44,32     |
| 3     | Seiko Obonai       | JPN  | 42,39     |
| 4     | Eiko Uekawa        | JPN  | 40,60     |

Datum: 3. Oktober

### Speerwurf
| Platz | Athletin           | Land | Weite (m) |
| ----- | ------------------ | ---- | --------- |
| 1     | Fujie Abe          | JPN  | 47,58     |
| 2     | Fumi Hirano        | JPN  | 40,49     |
| 3     | Kriemhild Hausmann | FRG  | 35,77     |
| 4     | Marianne Werner    | FRG  | 31,79     |

Datum: 3. Oktober